# منطقه تفریحی جنگل قیلان
منطقه تفریحی جنگل قیلان (به لاتین: Qilan Forest Recreation Area) یک جنگل در تایوان است که در Datong واقع شده‌است.